# Emmerlev Sogn
Emmerlev Sogn (deutsch Gemeinde Emmerleff) ist eine Kirchspielgemeinde (dänisch Sogn) in der Region Syddanmark, Dänemark. Sie gehörte bis 1970 zur Harde Tønder, Højer og Lø Herred im damaligen Tønder Amt, danach zur Højer Kommune im damaligen Sønderjyllands Amt, die im Zuge der Kommunalreform zum 1. Januar 2007 in der „neuen“ Tønder Kommune in der Region Syddanmark aufgegangen ist.

## Gemeindegebiet

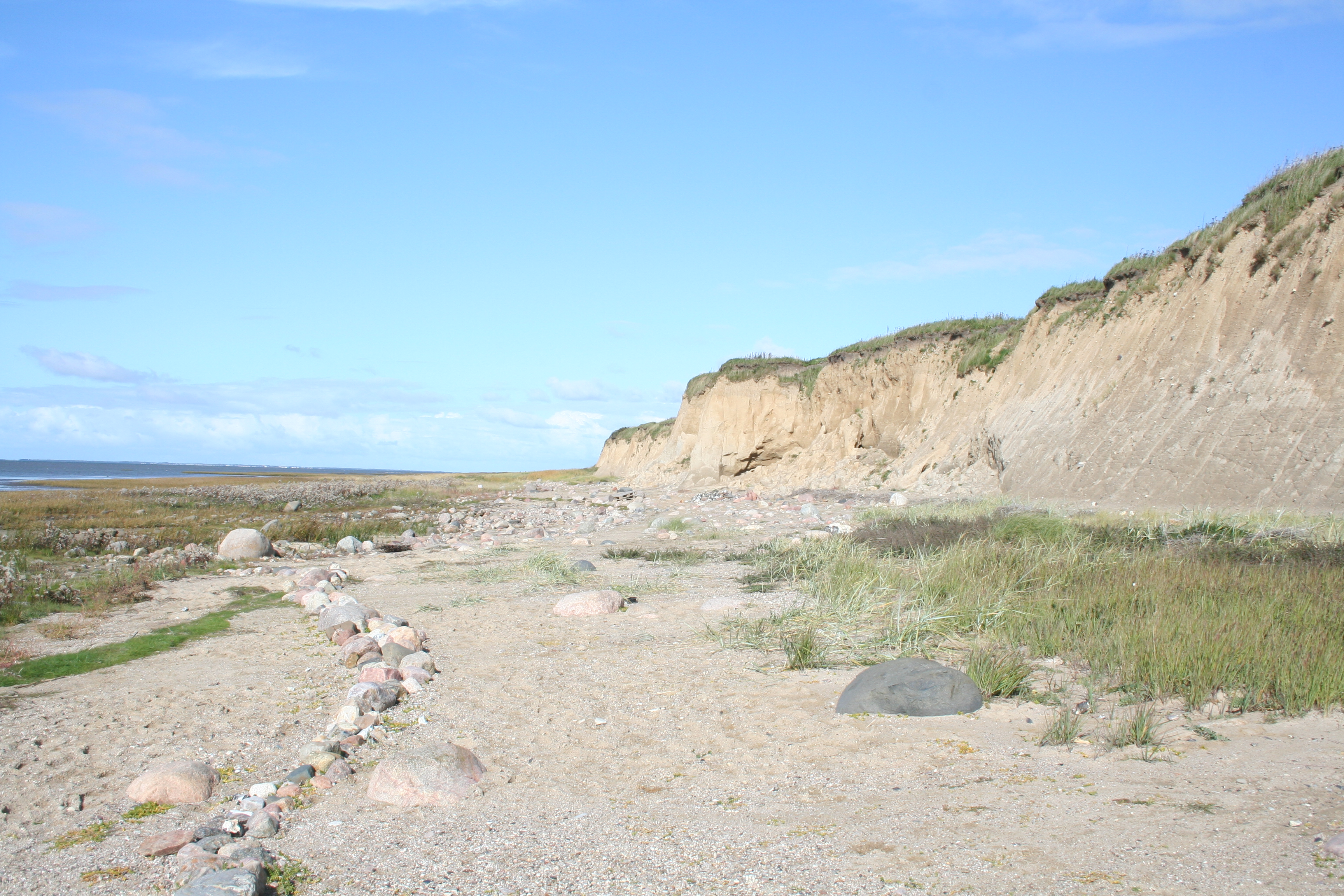
Emmerlev Klev

Die Gemeinde umfasst etwa 33,4 km². Die Einwohnerzahl liegt heute bei 527 (1. Januar 2023), während sie 1860 noch über 1500 lag.
Im Westen grenzt das Gebiet an die Nordsee und an Hjerpsted Sogn, im Norden an Skast Sogn und Brede Sogn, im Osten an Visby Sogn und Daler Sogn und im Süden an Højer Sogn.

## Geschichte
Spuren menschlicher Besiedlung finden sich seit der Bronzezeit.
Im Mittelalter gehörte Emmerlev zur Højer-Harde. Große Teile der Gemeinde wurden bald aus dem gemeinsamen Verband gelöst. Sowohl der Bischof von Ribe als auch das dortige Domkapitel erwarben einige Landstellen. Außerdem entwickelten sich Kuxbüll und Südergaarde zu adeligen Gütern. Diese wurden 1649 vom Herzog gekauft, ihre Streugüter blieben bis 1864 eine eigenständige Kommune.
Die Besitzungen des Bischofs und des Domkapitels gehörten zum Königreich Dänemark, da der Bischof dänischer Reichsprälat war. Das übrige Kirchspiel gehörte zum Herzogtum Schleswig. Bei der Landesteilung 1544 kam es an Johann den Älteren, nach dessen Tod 1581 an die Herzöge von Gottorf, wo es bis zur Einziehung von Schleswig-Gottorf durch König Friedrich IV. 1713 und formell endgültig 1721 blieb. Emmerlev gehörte außer den Ribener Besitzungen, die 1661 an die Grafschaft Schackenburg (siehe Møgeltønder) kamen, zum Amt Tønder.
1864 wurde das Kirchspiel administrativ vereinheitlicht und nach der Kommunalreform von 1869 in die vier Landgemeinden Norder-Seiersleff (mit Wester-Gammelby), Süder-Seiersleff (mit der Kirche), Kjärgaard und Emmerleff aufgeteilt. Zunächst war die Hardesvogtei Wiesby die untere Polizeibehörde, ab 1889 jedoch ein Amtsbezirk Emmerleff, zu dem Jerpstedt gehörte. Das Amt Tondern war mit allen bisherigen Enklaven 1869 zu einem einheitlichen Kreis Tondern umgestaltet worden.
Bei der Volksabstimmung über die staatliche Zugehörigkeit am 10. Februar 1920 stimmten 563 Einwohner für Dänemark und 89 für Deutschland. Vier Monate später wurde Nordschleswig mit Dänemark vereinigt. Emmerlev bildete fortan eine einheitliche Kirchspielskommune. Die Nähe zur neuen Grenze und die verkehrstechnische Abgelegenheit verhinderten einen neuen Aufschwung, und die Einwohnerzahl nahm weiter ab. 1970 wurde Emmerlev Teil der Großkommune Højer Sogn, die ihrerseits 2007 in der vergrößerten Kommune Tønder aufging.

## Wirtschaft und Verkehr
Emmerlev liegt direkt an der Nordsee, es gibt hier jedoch keine Häfen. Der nächste Eisenbahnanschluss liegt östlich in Visby. In Wester-Gammelby kreuzen sich die Straßen von Højer nach Norden und die Verbindung von Ballum und Hjerpsted zur Grünen Küstenstraße A 11.
Wirtschaftlich ist das Gebiet von Landwirtschaft und Tourismus geprägt, zahlreiche Bewohner pendeln in die größeren Nachbarorte. Seit 2005 laufen Planungen für ein riesiges Wellness-Center Nordseeland an der Küste der Gemeinde.

## Sehenswürdigkeiten
Bei Emmerlev findet sich eine der ganz wenigen Steilküsten an der östlichen Nordsee, das Emmerleffer Kliff (Emmerlev Klev) mit einer Maximalhöhe von immerhin 13 Metern. In diesem Bereich befindet sich einer der besten Badestrände des schleswigschen Festlandes. Südlich des Kliffs schließt sich ein Deich an, der bis Højer begehbar ist. Bemerkenswert ist der Blick zur Insel Sylt und den Hindenburgdamm.

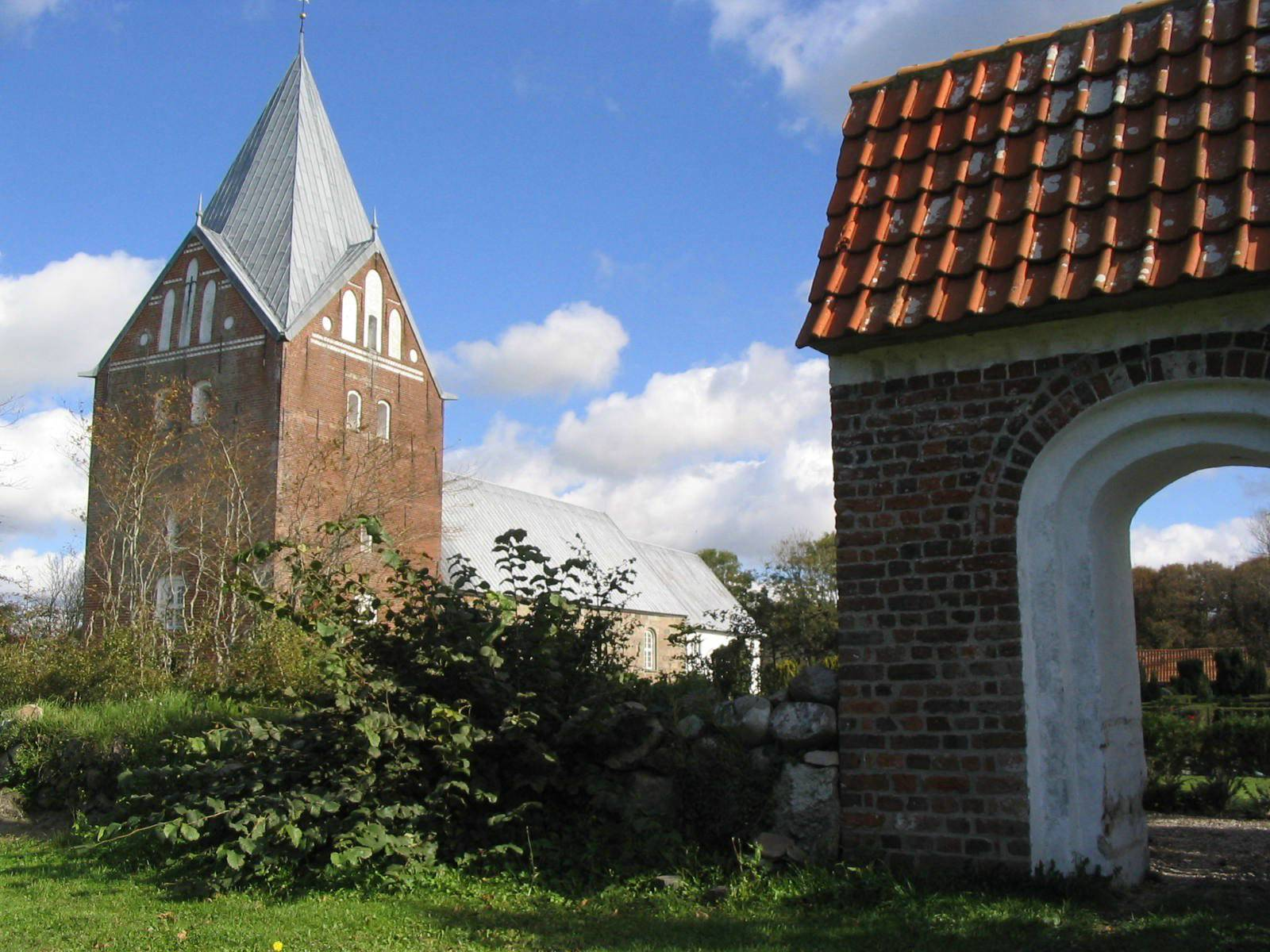
Kirche bei Emmerlev

Ein bekanntes Bauwerk der Gemeinde ist das Wirtshaus Højkro. Der mit Reet gedeckte Ziegelbau aus dem 18. Jahrhundert gilt als eines der am besten erhaltenen historischen Wirtshäuser in ganz Dänemark. Mit dem erhaltenen Reisestall, einer kleinen Abnahme-Kate auf der anderen Straßenseite, den hohen Linden und der ansonsten einsamen Belegenheit in unmittelbarer Nähe der Kirche ist der Krug ein besonders stimmungsvolles historisches Ensemble.
Sehenswert ist auch die romanische Kirche, eine der längsten der Umgebung. Der gedrungene Turm mit der Törninglehn-Spitze und der Chor sind aus Ziegeln errichtet, das Schiff jedoch aus Granitquadern, ergänzt mit rheinischem Tuff, der im Süden des Bistums Ribe häufig verwendet wurde, weil Schiffer aus der damals bedeutenden Domstadt im Mittelalter Tuff als Ballast auf ihren Rückfahrten mitnahmen. Besondere Ausstattungsstücke sind das Taufbecken aus romanischer Zeit und der spätgotische Flügelaltar.

## Persönlichkeiten
- Niels Nikolaus Falck (1784–1850), Jurist, Historiker und Politiker